# GTV
GTV (произнася се Джи-Ти-Ви, известна и като Good Television или Гергов ТВ) е бивш български телевизионен канал.
GTV стартира излъчване на 1 септември 2005 г. на мястото на Триада ТВ.

## Програма
Телевизията е предазначена за аудиторията между 5 – 49 години. GTV излъчва главно комедийна програма, но предлага и различни програми, които не са излъчвани дотогава в България, като „Шоуто на Бил Козби“, „Царят на квартала“, „Топ моделите на Америка“, Световната федерация по кеч и други. Някои от най-известните сериали, които са излъчвани по GTV са „Напълно непознати“, „Алф“, „Всички обичат Реймънд“, „На гости на третата планета“, „Шеметни години“, „Монк“ и „Ало, ало!“. Излъчвало се е и детското „Макс и Руби“.

## Закриване
След като Красимир Гергов придобива част от „БТВ Медиа Груп“, на 1 октомври 2009 година GTV е преименувана на bTV Comedy.